# Paul Ozenda
Paul Ozenda, né le 30 juin 1920 à Nice et mort le 24 août 2019 à La Tronche, est un botaniste français, spécialiste du peuplement végétal du Sahara et du massif alpin.
Il est membre de l'Académie des sciences de France (section Biologie intégrative) depuis le 15 février 1982, et de l'Académie des Sciences forestières d'Italie depuis 1985. Il est membre associé de l'Académie Royale de Belgique depuis 1982 et docteur Honoris causa de l'Université d'Innsbruck (1980).

## Études
Paul Ozenda fut successivement élève de l'École normale supérieure (ENS, 1940-1943) de Paris, agrégé de sciences naturelles (1943), et Agrégé-Préparateur à l'École Normale Supérieure (1944-1948). Il soutint en 1948 sa thèse de doctorat ès Sciences sur les dicotylédones apocarpiques.

## Cursus
Paul Ozenda fut d'abord Maître de Conférences, puis Professeur sans chaire à la Faculté des Sciences d'Alger (1949-1954). Professeur à l'Université Joseph Fourier de Grenoble (1954-1988), il y fut directeur du Laboratoire de Biologie végétale (1954-1988).
Il fut également professeur conseiller au Centre d'Études Nucléaires de Grenoble (1957-1985), membre du Conseil national du CNRS (1963-1970) et du Comité Consultatif des Universités (1970-1980), directeur de la station alpine du Lautaret (1954-1983), membre du Conseil d'administration (1963-1981) et secrétaire du Comité scientifique du Parc national de la Vanoise (1963-1988).
Il fut président de la Société française d'écologie (pour 1988-1991) et de l'Académie Delphinale (pour 1988-1989).
Depuis 1988, il est professeur émérite à l'Université Joseph Fourier de Grenoble.

## Travaux scientifiques
Les travaux de Paul Ozenda ont concerné plus particulièrement la végétation des grandes chaînes de montagne, dont l'essentiel a été regroupé dans un ouvrage de synthèse (Perspectives..., 2002). D'autre part, ils ont porté sur des domaines de la biologie générale traités dans le cadre végétal : adaptations, parasitisme, conditions critiques (aridité, altitude), structure et répartition des grands écosystèmes, applications à la conservation des milieux naturels et au contrôle des nuisances.

### Biocénotique et écologie

#### Peuplement végétal des grands systèmes montagneux
a) Alpes occidentales, françaises et italiennes. Synthèse de la végétation des Alpes maritimes ; contact direct entre axe intra-alpin et complexe supraméditerranéen. Extension à l'ensemble des Alpes françaises et piémontaises ; création du périodique Documents de cartographie écologique, (31 volumes parus, 1963- 1988, en collaboration avec des chercheurs des universités de Marseille, Genève et Turin).
b) Extension à la chaîne alpine, en collaboration avec les universités de Innsbruck, Salzbourg et Vienne.
c) Généralisation :
- aux chaînes médioeuropéennes (Pyrénées, Carpates, Balkans... ). Définition d'un orosystème alpin.
- aux grandes chaînes holarctiques, entre 30° et 70° Nord. Synthèse dans Perspectives pour une géobiologie des montagnes, 2002 : La montagne holarctique. Originalité écologique de l'espace montagnard. Du subalpin à l'alpin : incertitudes sur un écotone. La montagne, observatoire privilégié de la biodiversité. La diversité spécifique : étude statistique. Diversité biocénotique dans les étages alpins. Une démarche intégrative : les chaînes médioeuropéennes. Extension du concept d'orosystème. Des complexes non résolus. Vers une vue unitaire.
- publications à la suite de missions et voyages d'études au Maroc (1970), au Népal (1971-1973), au Caucase (1974), l'ouest des États-Unis d'Amérique (1981), l'Altaï (1988), les Scandes (1991 et 1993).

#### Végétation des terres arides
Sahara et marges subdésertiques : structure et dynamisme des formations steppiques et halophytiques.

#### Analyse et représentation cartographique des écosystèmes à moyenne échelle
- élaboration d'un modèle unitaire regroupant les principaux modes de nomenclature des biocénoses.
- coordination d'une carte de végétation des états membres du Conseil de l'Europe.
- propositions pour une carte écologique de l'ensemble du continent européen.
- ouvrage de méthodologie sur la cartographie écologique et ses applications. Direction de travaux d'écologie appliquée à l'aménagement rural et au contrôle des nuisances en région Rhône-Alpes.
- constitution d'un fonds documentaire important sur la cartographie de la végétation, provenant de nombreux pays, surtout Europe et Asie (ouvrages et cartes).

### Histologie et Systématique
- des Angiospermes. Dicotylédones apocarpiques : phytogénie des végétaux dits primitifs. Structure et directions évolutives des appareils parasitaires dans des groupes subtropicaux : convergences, progression de l'ende- et de l'holoparasitisme, mise en parallèle avec le parasitisme animal. Ce-direction du Handbook of Plant Anatomy pour les volumes francophones.
- des Lichens. Écologie en conditions extrêmes. Systématique et répartition dans les Alpes occidentales et en Afrique du Nord.

### Radiobiologie végétale
- Radiosensibilité des microorganismes chlorophylliens (Chlorophycées et Cyanophytes) sous différents types de rayonnements.
- Sur végétaux supérieurs : traitement d'espèces à multiplication végétative ; nutrition minérale par les organes aériens. Radioécologie : transit des pollutions dans des modèles d'écosystèmes fluviatiles ou cultivés.